# Neum
Neum (Latim: Neum, Grego: Νέον, Néon) é a única cidade costeira da Bósnia e Herzegovina. São 24,5 quilómetros de litoral constituindo o único acesso ao mar do país, no mar Adriático. É sede do município homônimo e fica no Cantão de Herzegovina-Neretva.

## História
Em 1399, a República de Ragusa (atual Dubrovnik) adquiriu Neum das terras de Hum, que foi integrada às posses da cidade, que a dominou por 300 anos.
Em 1699, Ragusa renunciou ao controle sobre Neum para o Império Otomano em 1699, pelo Tratado de Karlowitz. A cessão pela República de Ragusa aos otomanos após a guerra e destes contra a Liga Santa dos Balcãs. Isso permitiu ao exército turco ter um acesso ao mar Adriático e também um corredor de proteção de Ragusa contra a República de Veneza que ocupava territórios na Dalmácia.
Neum esteve sob o domínio otomano por 179 anos, desde 1699 até 1878, quando a Bósnia e Herzegovina passou ao domínio do Império Austro-Húngaro.  Neum foi parte de Banóvina da Croácia (Banovina Hrvatska), uma área da Iugoslávia criada para abrigar os Croatas entre 1939 e 1941, durante a Segunda Grande Guerra.
Em Neum ocorreu em outubro de 2005 a Conferência legal das posições de Croatas e Bósnios.

### Futuro

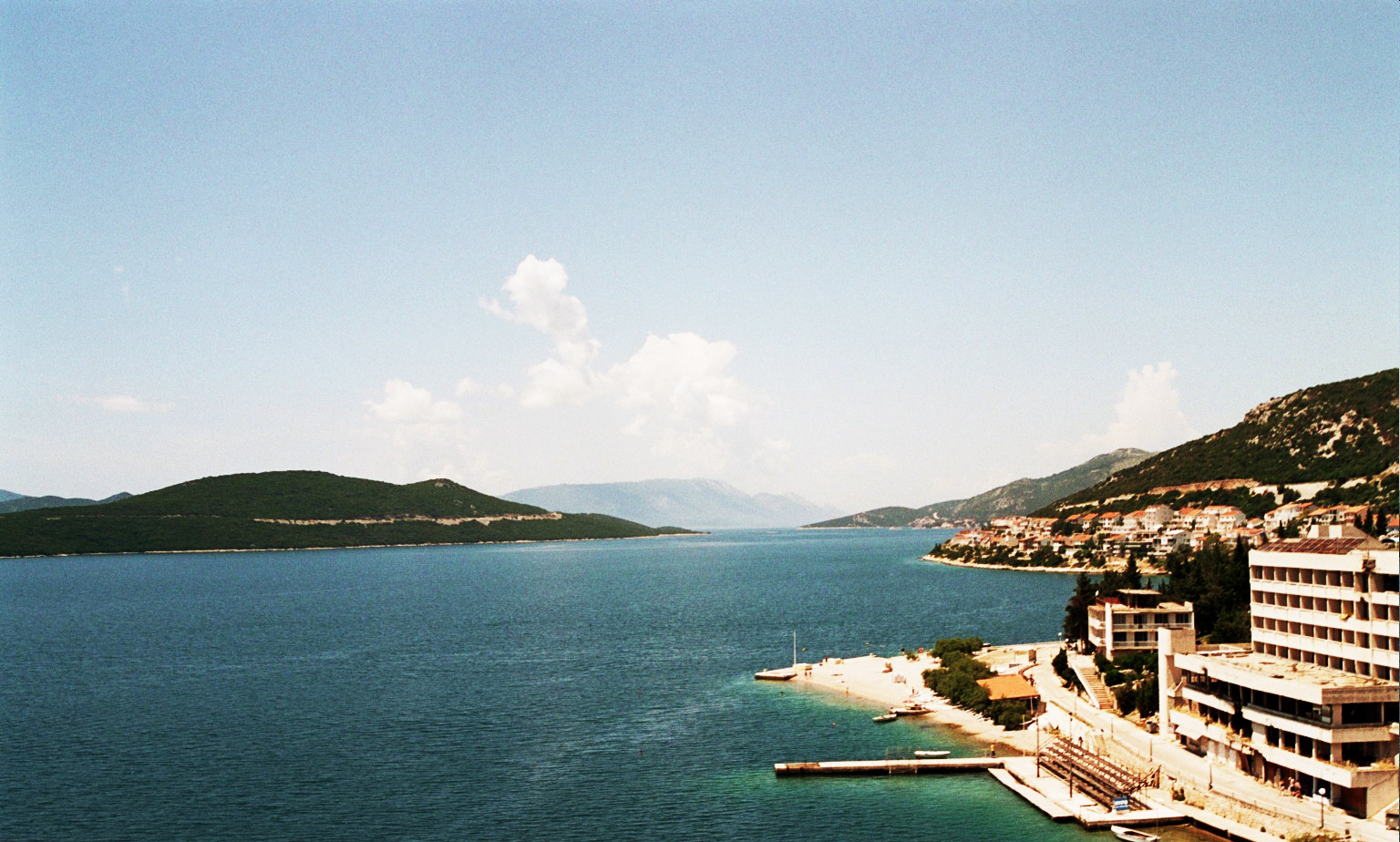
Neum vista do Mar Adriático

A Croácia faz parte da União Europeia e está se preparando para unir-se ao Tratado de Schengen em 2015.
Conforme acertado em 2008, os cidadãos da Bósnia e Herzegovina precisam de um visto para entrar nos países de Schengen. O caminho normal por rodovia entre Neum e os demais pontos da Bósnia e Herzegovina atravessa a Croácia (estrada Europeia E73). Já há negociações para não se exigir o visto dos Bósnios para chegar ao território do Espaço Schengen.

## Geografia
A região Neum corta o território croata em duas partes não contíguas no litoral  Adriático. Essa condição vem desde o Tratado de Karlowitz (1699) entre a República de Ragusa e o Império Otomano, visando não haver fronteiras com a República de Veneza.
Neum não tem importância como porto comercial. Entre outras razões, porque as rodovias que ligam Neum com o resto da Bósnia e Herzegovina não suportam tráfego de veículos pesados. Há planos de construir um bom porto e melhor rodovia. O porto que melhor serve a Bósnia é o de Ploče, ao norte, na Croácia, com o qual há ligação ferroviária.
Em função da necessidade de cruzar o território da Bósnia e Herzegovina para passar entre os dois territórios croatas, o governo croata estudou a possibilidade de construir uma ponte entre as cidades croatas de Pelješac e Klek. Essa ponte deveria ter uma grande elevação para permitir um bom porto bósnio em Neum. Assim, para não violar os direitos bósnios em relação às Leis Internacionais do Mar, essa construção da ponte foi postergada até que se chegue a um correto acordo sobre o assunto.

## População
O maior grupo étnico na cidade são os croatas, constituindo cerca de 90% da população.
Em 1971 eram 4800 habitantes, sendo:
- Croatas - 4281 (89.54%)
- Sérvios - 224 (4.68%)
- Bosníacos  - 218 (4.55%)
- Iugoslavos - 13 (0.27%)
- Outros - 45 (0.96%)

Em 1991 eram 4300 habitantes, sendo:
- Croatas - 3738 (87.6%)
- Sérvios - 209 (4.9%)
- Bósnios Muçulmanos (Bosníacos) - 196 (4.7%)
- Iugoslavos - 92 (2.1%)
- Outros - 33 (0.7%).

Na cidade de Neum havia 1995 residentes:
- Croatas 94%
- Sérvios 03%
- Bósnios Muçulmanos (Bosníacos)  02%
- Outros 01%

## Clima e turismo
Neum apresenta verões longos, moderadamente quentes. Os invernos são curtos e brandos. Dentre os locais litorâneos do Adriático, Neum apresenta os maiores índices de dias ensolarados. As temperaturas no inverno, em Janeiro, ficam por volta de 13 °C. No inverno, Julho e Agosto, ficam em 32 °C.
Neum fica cerca de 60 km ao norte de Dubrovnik (Croácia), 80 km ao norte do aeroporto dessa cidade. Fica a 70 km de Mostar e Međugorje (famosa por aparições de Nossa Senhora). Liga-se por ferrovia a Ploče e Metković.
Em Neum há belas colinas, praias e muitos e grandes hotéis de turismo, cujos preços são geralmente menores do que na vizinha Croácia. O turismo e o comércio correlato são muito significativos para a economia da área. Os procedimentos nas barreiras alfandegários com a Croácia são bem simplificados e facilitados.
São cerca de 5000 os leitos para turistas, sendo cerca de 1800 em hotéis, os demais em motéis, villas e residências particulares. O turismo ainda se limita à área da praia, com banhos de mar, natação, caminhadas, diversos esportes aquáticos, Porém, no interior oposto ao litoral há interessantes pontos históricos arqueológicos, áreas selvagens e já há um início de turismo agrícola.

## Cultura

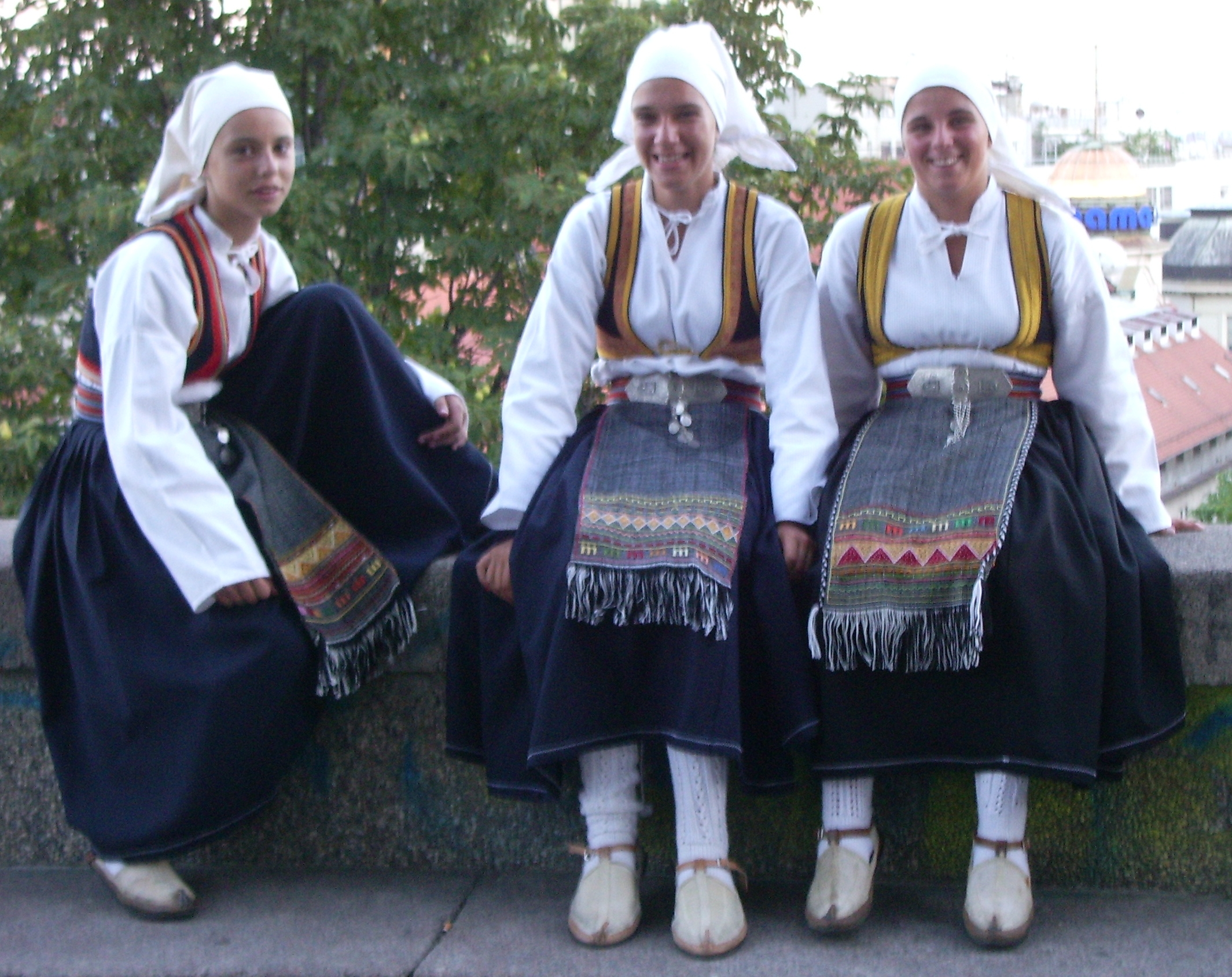
Moças em trajes típicos de Neum

Neum celebra a festa de Nossa Senhora no seu feriado municipal, quando a cidade é sede do Etnofest Neum, Festival da Música Croata. Neum também sedia o Festival de Cinema de Animação.
Muitas são as ligações de Neum com a Croácia. A dança Lindo é praticada na região de Neum.. A cidade também é sede local dos Centros e Editoras Culturais Matica hrvatska e HKD Napredak.. Neum tem um clube de Polo aquático ([VK Jadran Neum que é membro da Federação Croata de Polo Aquático.

## Fronteiras

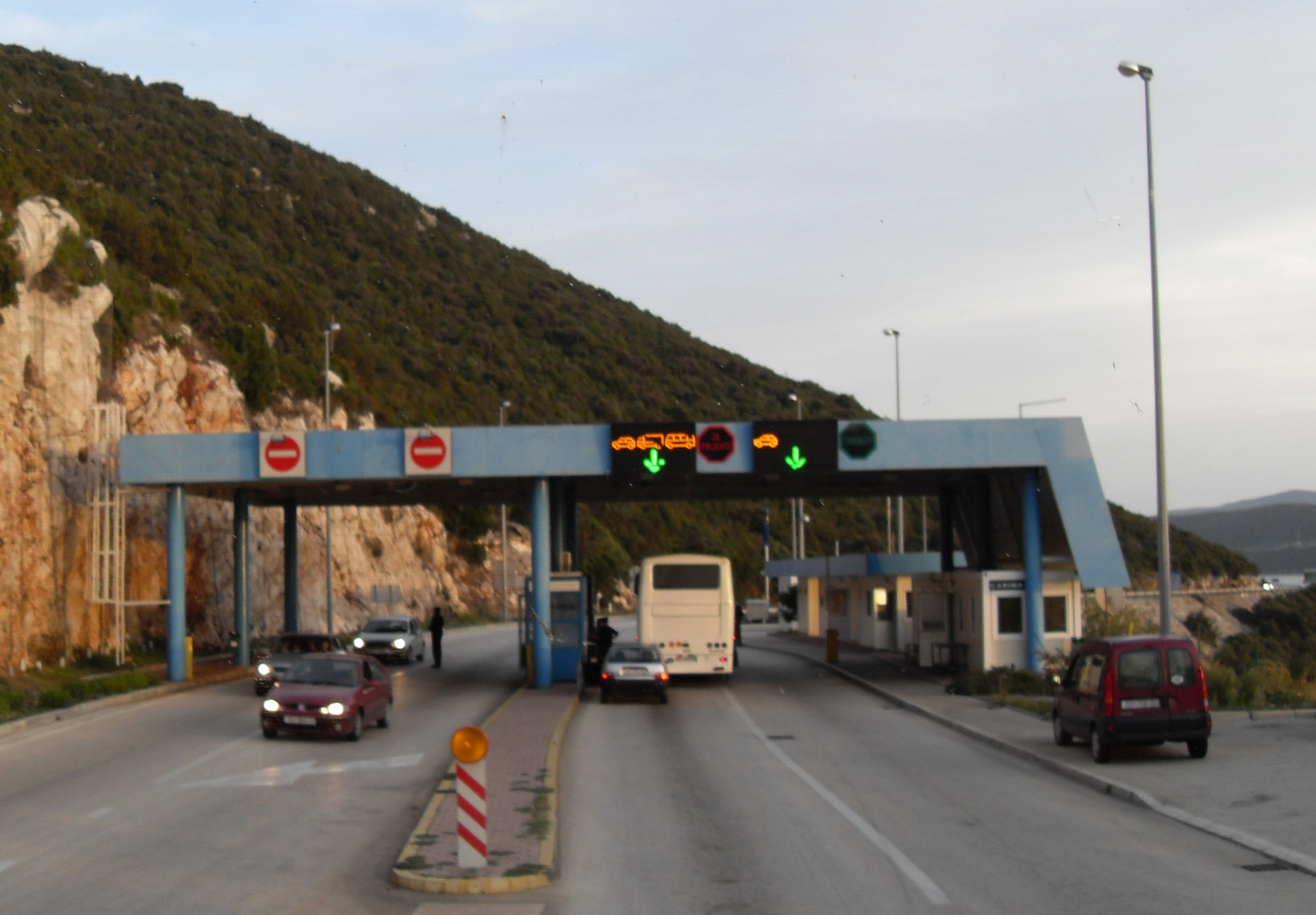
Fronteira Bósnia ao norte de Neum

Neum tem dois "check points" fronteiriços com a Croácia, um ao norte, um ao sul. São passagens rodoviárias da Estrada Europeia E65 ou Autoestrada Adriática, conectando as duas faixas litorâneas da Croácia:
- Neum 1 - situada a noroeste da cidade - "check point" do lado croata - Klek
- Neum 2 - situada a sudeste da cidade - "check point" do lado croata - Zaton Doli